# Połtawa
Połtawa (ukr. Полтава) – miasto w środkowo-wschodniej części Ukrainy, nad Worsklą. Siedziba władz obwodu oraz rejonu połtawskiego. Jest ważnym ośrodkiem kulturalnym i dużym węzłem komunikacyjnym.

## Położenie
Połtawa znajduje się we wschodniej części Europy, 301 km na wschód od Kijowa.
Miasto położone jest na Nizinie Naddnieprzańskiej, na obu brzegach rzeki Worskla. Jeden z dopływów rzeki, Kołomak, wpada do Worskli na terenie miasta. W obrębie miasta znajduje się kilka małych naturalnych jezior i mnóstwo stawów. Rzeźba terenu jest przeważnie jednolita, w odległości 1,5 km od rzeki jest ostry stok (prawy brzeg Worskli, nad którym leży większa część miasta, jest bardziej stromy, wysokość wzgórz sięga 80–100 m w odniesieniu do poziomu rzeki).
Położenie geograficzne Połtawy jest dość korzystne, a z biegiem historii wywarło wielki wpływ na rozwój miasta. Miasto leży na głównych szlakach komunikacyjnych, a także zapewnia połączenie między największymi miastami Ukrainy – Kijowem, Charkowem i Dnieprem.

## Historia

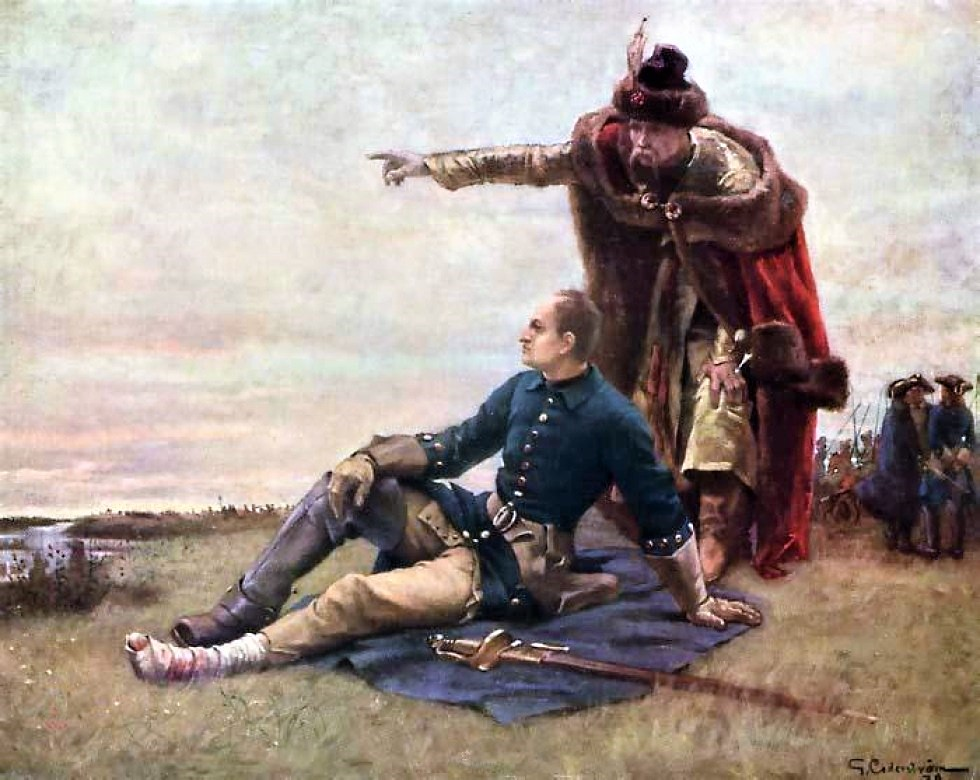
Król Szwecji Karol XII i hetman kozacki Iwan Mazepa pod Połtawą, mal. Gustaf Cederström

Na terenie Połtawy prymitywni ludzie żyli już w czasie paleolitu. Sądząc z wykopalisk archeologicznych w miejscu Połtawy w VII stuleciu istniało osiedle. W starożytności żyli tu Scytowie, a w VII wieku mieścił się jeden z ośrodków Wielkiej Bułgarii.
Pierwsze wzmianki o mieście pochodzą z 1174 r., gdy przynależało do Rusi Kijowskiej.

### W granicach Wielkiego Księstwa Litewskiego
Zburzone w 1399 r. po bitwie nad Worsklą. Od XV wieku w Wielkim Księstwie Litewskim.
Nazwa Połtawa jest po raz pierwszy wspomniana w 1430. Miasto się znajdowało w tym czasie pod panowaniem wielkiego księcia litewskiego Witolda. W 1482 roku Połtawa została zaatakowana przez krymskiego chana Mengli I Gireja. Od 1503 r. Połtawa należała do księcia Michała Glińskiego. W 1508 roku została zabrana mu przez króla Zygmunta I za udział w antypolskim powstaniu. Później jednak została zwrócona rodzinie Glińskich. W roku 1537 gospodarzem Połtawy stał się zięć Glińskich – Bajbuza.

### W granicach Korony
W 1569 r. Połtawa z Wielkiego Księstwa Litewskiego została przekazana do Korony Królestwa Polskiego. Leżała w województwie kijowskim prowincji małopolskiej. W drugiej połowie XVI wieku w Połtawie znajdowało się w rejestrze około 300 wsi, wśród nich miasta, osady, wioski, tj. obszar ten już wówczas został masowo zasiedlany. Na terenie krainy połtawskiej powstały duże posiadłości Litwinów i Polaków.
W pierwszej połowie XVII wieku Połtawa to część zadnieprzańskich dóbr książąt Wiśniowieckich. W roku 1630 została oddana Bartłomiejowi Obałkowskiemu, w 1641 r. przeszła do Stanisława Koniecpolskiego i po raz pierwszy nazwana miastem. Mniej więcej w tych latach Połtawa uzyskała prawo magdeburskie, choć feudałowie nadal wtrącali się w sprawy miasta. W tych czasach pracowali w Połtawie garncarze, kowale, szewcy.
Po powstaniu Chmielnickiego Połtawa stała się centrum administracyjnym i wojskowym pułku połtawskiego w składzie Hetmanatu. W tym czasie Połtawa rozwija się aktywnie pod względem kulturowo-gospodarczym – budowano monaster Podwyższenia Krzyża Świętego, w mieście mieszkali i pracowali twórcy kronik kozackich Samuel Wełyczko i Hryhorij Hrabianka, poeta Iwan Wełyczkowski.

### Pod rządami rosyjskimi
W 1654 r. Połtawa przeszła w ręce Carstwa Rosyjskiego, w 1658 r. zdobyta i zniszczona przez Kozaków. Rzeczpospolita oficjalnie zrzekła się prawa do Ukrainy Lewobrzeżnej w tym Połtawy w 1667 r. w rozejmie andruszowskim.
Decydującym momentem historycznym dla miasta stała się III wojna północna w latach 1700–1721 pomiędzy Szwecją i Rosją. 8 lipca 1709 na zachód i północ od Połtawy miała miejsce decydująca bitwa (bitwa pod Połtawą) najazdu szwedzkiego na Rosję. Licząca 28 tys. żołnierzy szwedzka i kozacka armia została wówczas całkowicie rozbita przez liczącą ponad 60 tys. żołnierzy armię rosyjską. Tylko niewielkie oddziały wraz z królem Karolem XII przedostały się do Turcji.
Po trzeciej wojnie północnej miasto stało się znane w całym Imperium jako miasto rosyjskiej chwały. Połtawa zaczęła aktywnie się budować, wkrótce miasto stało się jednym z głównych ośrodków handlu i rzemiosła w Małorosji. Na początku XIX wieku na Połtawszczyźnie działało 35 przedsiębiorstw przemysłowych, wśród nich produkujące saletrę, mydło, sukno, cegłę itp.

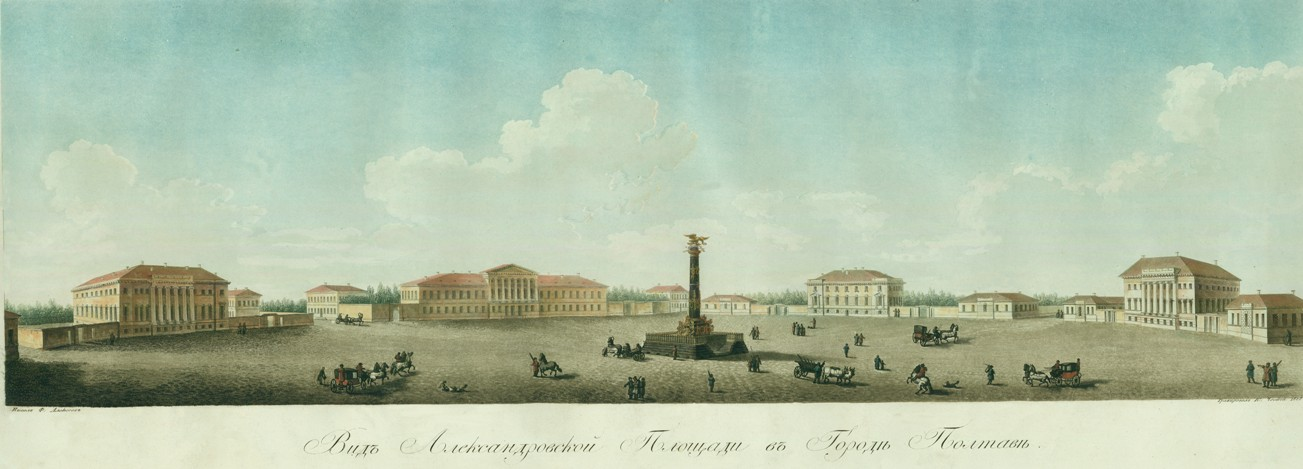
Kolisty Plac Aleksandrowski w Połtawie, 1808 r.

W 1802 r. miasto zostało siedzibą guberni. W latach 1803–1805 zaprojektowano i zbudowano śródmieście – unikatowy zespół z kolistego placu, z którego rozchodzi się promieniście osiem ulic. W 1811 roku, w centrum placu został odsłonięty pomnik Chwały poświęcony rocznicy zwycięstwa wojska rosyjskiego nad szwedzkim. Bogata wielkim dziedzictwem historycznym Połtawa wkrótce stała się centrum kulturalnego i duchowego życia Małorosji. Od 1818 r. działała tu znana loża masońska „Umiłowanie prawdy”, której członkami byli Iwan Kotlarewski, W. Łukaszewicz, W. Tarnowski i wielu innych. W 1820 roku są otwarte Instytut Szlachetnych Panien, szkoła religijna, szkoła ogrodnicza, w 1840 roku Korpus kadetów.
W latach 1818–1819 w tutejszej uczelni studiował Nikołaj Gogol. W gimnazjum połtawskim uczono dramaturga i reżysera teatralnego Mychajła Staryckiego, historyka i działacza społecznego Mychajła Drahomanowa, matematyka Michaiła Ostrogradskiego. Tutaj przez prawie całe życie pracował Iwan Kotlarewski. W 1844 roku miasto zwiedzał Taras Szewczenko. Tu pracowali i tworzyli Iwan Neczuj-Łewycki, Panas Myrny, Wasilij Dokuczajew i jego uczniowie Wołodymyr Wernadski, lekarz Nikołaj Sklifosowski. W 1846 r. połtawscy intelektualiści W. Biłozerski, G. Andruski i inni wstąpili do założonego w Kijowie Bractwa Cyryla i Metodego. Na początku 1860 w mieście z 30 tysiącami mieszkańców zostały otwarte gimnazjum dla kobiet, szkoła dzienna oraz 5 sobotnich i niedzielnych. W 1865 mieszkało w Połtawie 665 katolików. W 1881 roku miasto liczyło 41035 mieszkańców.

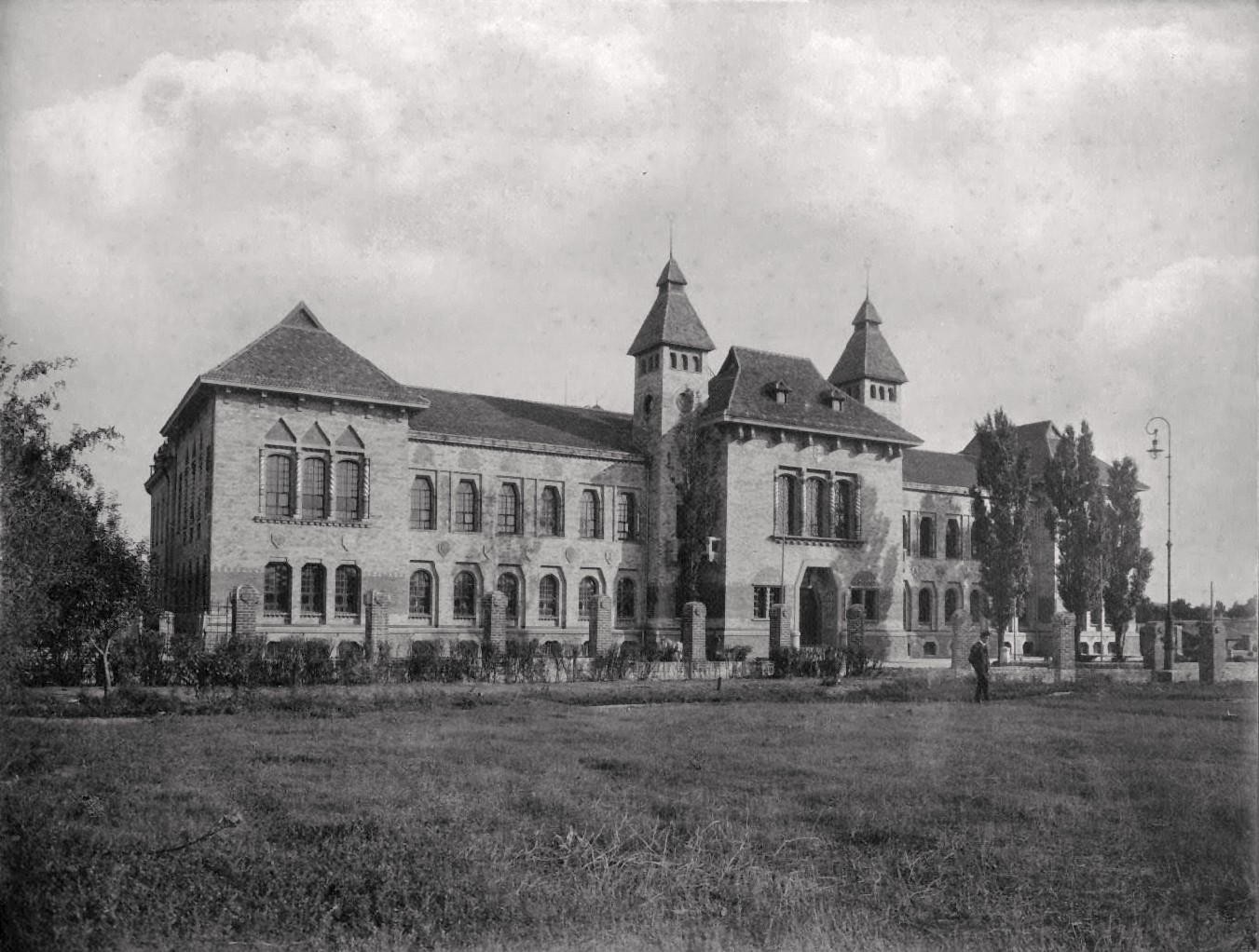
Budynek ziemstwa gubernialnego na pocz. XX w.

W 1891 roku został wzniesiony budynek ziemstwa gubernialnego z unikalną architekturą ukraińskiego modernizmu. W dniu 30 sierpnia 1903 roku został odsłonięty pomnik Iwana Kotlarewskiego. W odsłonięciu uczestniczyli Panas Myrny, Łesia Ukrainka, Mykoła Łysenko, Mychajło Starycki, Mychajło Kociubynski, Ołena Pcziłka i wielu innych działaczy kulturalnych.
W 1909 roku z okazji 200-lecia bitwy pod Połtawą został odsłonięty pomnik komendanta A. S. Kelina i walecznych obrońców Połtawy. W miejscu, gdzie kiedyś stała stara wieża Sampsona, zbudowano Białą Altanę – niską półokrągłą kolumnadę z widokiem na kilkadziesiąt kilometrów.
W latach 1900–1921 w Połtawie mieszkał, studiował i pracował pisarz Władimir Korolenko.

### Władza radziecka
W latach 1922–1991 była częścią Ukraińskiej SRR. W 1941 roku o miasto walczyły wojska niemieckie z radzieckimi. Mimo ufortyfikowania i silnego garnizonu obronnego, po dwóch dniach zaciętych walk ulicznych Połtawę zdobyły wojska niemieckie wspomagane kontyngentem włoskim.
Podczas II wojny światowej lotnisko w Połtawie i okoliczne były kluczowe dla operacji Frantic, gdzie już mogły nocować samoloty alianckie, bombardujące początkowo cele na Węgrzech i w Rumunii. W nocy 22/23 czerwca 1944 niemieckie naloty na lotnisko, przy bierności radzieckiej obrony przeciwlotniczej zniszczyły 43 z 77 bombowców B-17 i alianckie samoloty zostały szybko wycofane z lotniska, a ostatni członkowie personelu 23 czerwca 1945, jeszcze przed konferencją jałtańską.
W okresie radzieckim Połtawa zajmowała ważne miejsce w życiu ZSRR.
Za czasów Ukraińskiej Republiki Ludowej, Państwa Ukraińskiego i Dyrektoriatu oraz od 1991 należy do niepodległej Ukrainy.

### Niepodległa Ukraina
Połtawa była obiektem ataków podczas trwającej od 2022 inwazji Rosji na Ukrainę. 3 września 2024 w ataku rakietami 9K720 Iskander na Połtawski Wojskowy Instytut Łączności i sąsiedni szpital zginęło przynajmniej 51 osób, a liczba rannych przekroczyła 270. 1 lutego 2025 wybuch rakiety Ch-22 zniszczył część budynku mieszkalnego w dzielnicy Braiłki, zginęło przynajmniej 14 osób, a 17 zostało rannych.

## Ludność
Połtawa jest jednym z miast o gęstości zaludnienia ponad 3000 osób na kilometr kwadratowy. Około 87% ludności stanowią Ukraińcy. 44% ludności czynnej zawodowo jest zatrudnionych w przemyśle, 16% w sektorze usług, 6% w dziedzinie nauki, kultury i edukacji.

## Samorząd i podział administracyjny
Samorząd miejski jest reprezentowany przez radę miejską i mera. 29 grudnia 2022 mer Połtawy, Aleksander Mamaj został oskarżony przez Służbę Bezpieczeństwa Ukrainy o przekazywanie informacji o rozmieszczeniu wojsk ukraińskich oraz mniejsze przewinienia (fałszowanie dokumentacji).
Miasto administracyjnie dzieli się na trzy rejony administracyjne (Szewczenkowski, Kijowski i Podolski):
- Szewczenkowski, położony w centralnej i południowo-zachodniej części miasta.
- Kijowski, znajduje się w północnej, północno-zachodniej i centralnej części miasta.
- Podolski, usytuowany we wschodniej i południowo-wschodniej części miasta, na terenach zalewowych Worskli.

## Gospodarka
W mieście rozwinął się przemysł maszynowy, spożywczy, materiałów budowlanych, skórzano-obuwniczy oraz włókienniczy.

## Transport
Połtawa jest znaczącym węzłem transportowym centralnej Ukrainy. W mieście zbiegają się ważne drogi i linie kolejowe, rozwinięta jest siatka komunikacji miejskiej.

### Transport drogowy
Połtawa to ważny ośrodek przewozów samochodowych położony na skrzyżowaniu dróg łączących wschodnią i zachodnią część Ukrainy. Drogi kołowe łączą Połtawę z Kijowem, Charkowem, Dnieprem, Sumami i Krzemieńczukiem.

### Transport kolejowy

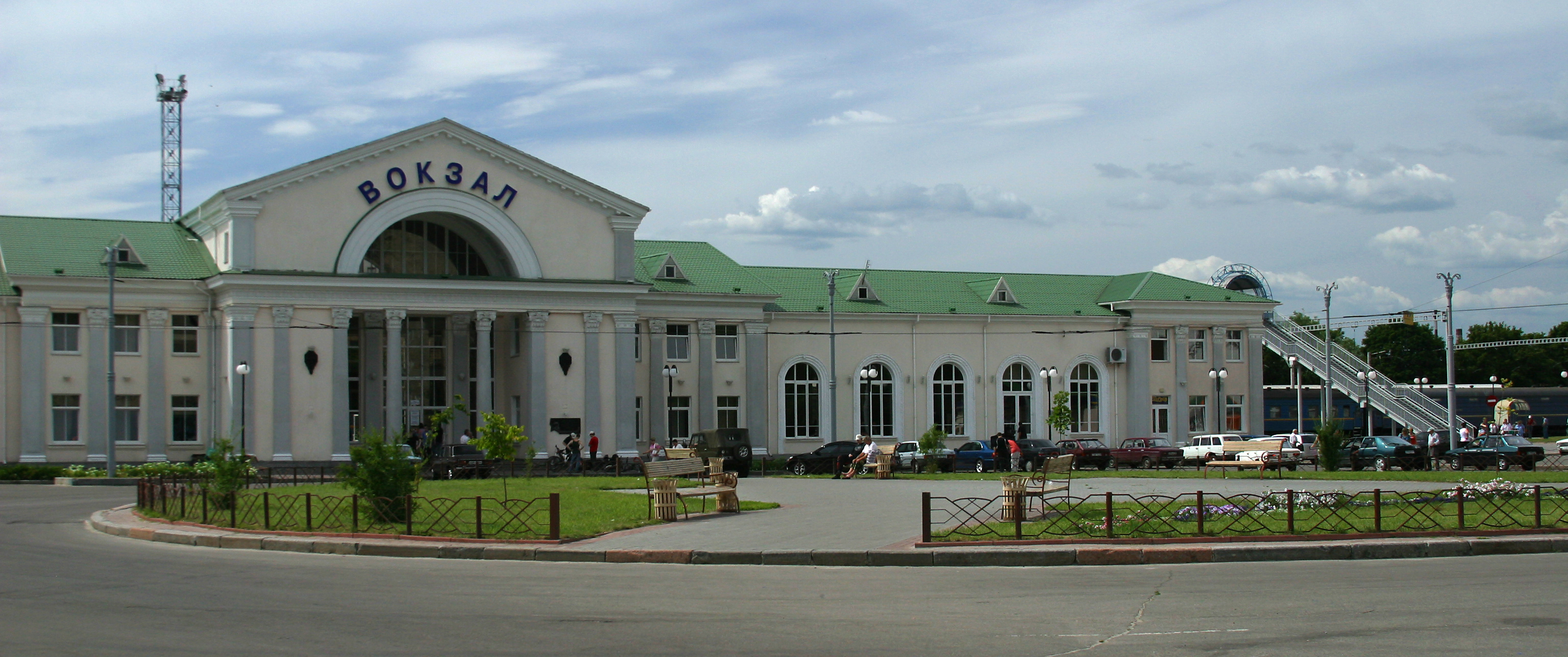
Dworzec Kijowski

Połtawa jest dużym węzłem kolejowym. W mieście są dwa dworce kolejowe (Kijowski i Południowy). Koleje łączą poprzez Kijów, Charków, Krzemieńczuk, Łozową, Berestyn i Donieck z innymi regionami kraju i zagranicą.

### Transport lotniczy
W pobliżu miasta, 7 km na zachód, znajduje się port lotniczy z jedną drogą startową. Długość pasa startowego wynosi 2,6 km. Lotnisko jest odpowiednie dla całorocznej eksploatacji samolotów bez ograniczenia, w ciągu dnia. Położone obok autostrady Kijów–Charków, w pobliżu wsi Iwaszki.

## Oświata
Połtawa to rozwinięty ośrodek oświatowy. W mieście działa 12 uczelni trzeciego i czwartego poziomów akredytacji oraz 52 placówki ogólnokształcące.

## Kulturа
W Połtawie działa 37 instytucji kultury i sztuki należących do władz miasta. Są to: 5 muzeów, 5 szkół wychowania estetycznego, „Pałac czasu wolnego”, miejskie centrum kulturalne, 3 kluby, 17 bibliotek, 2 kina, miejski park kulturalno-rekreacyjny „Zwycięstwo”, miejska orkiestra duchowa „Połtawa”.

### Muzea

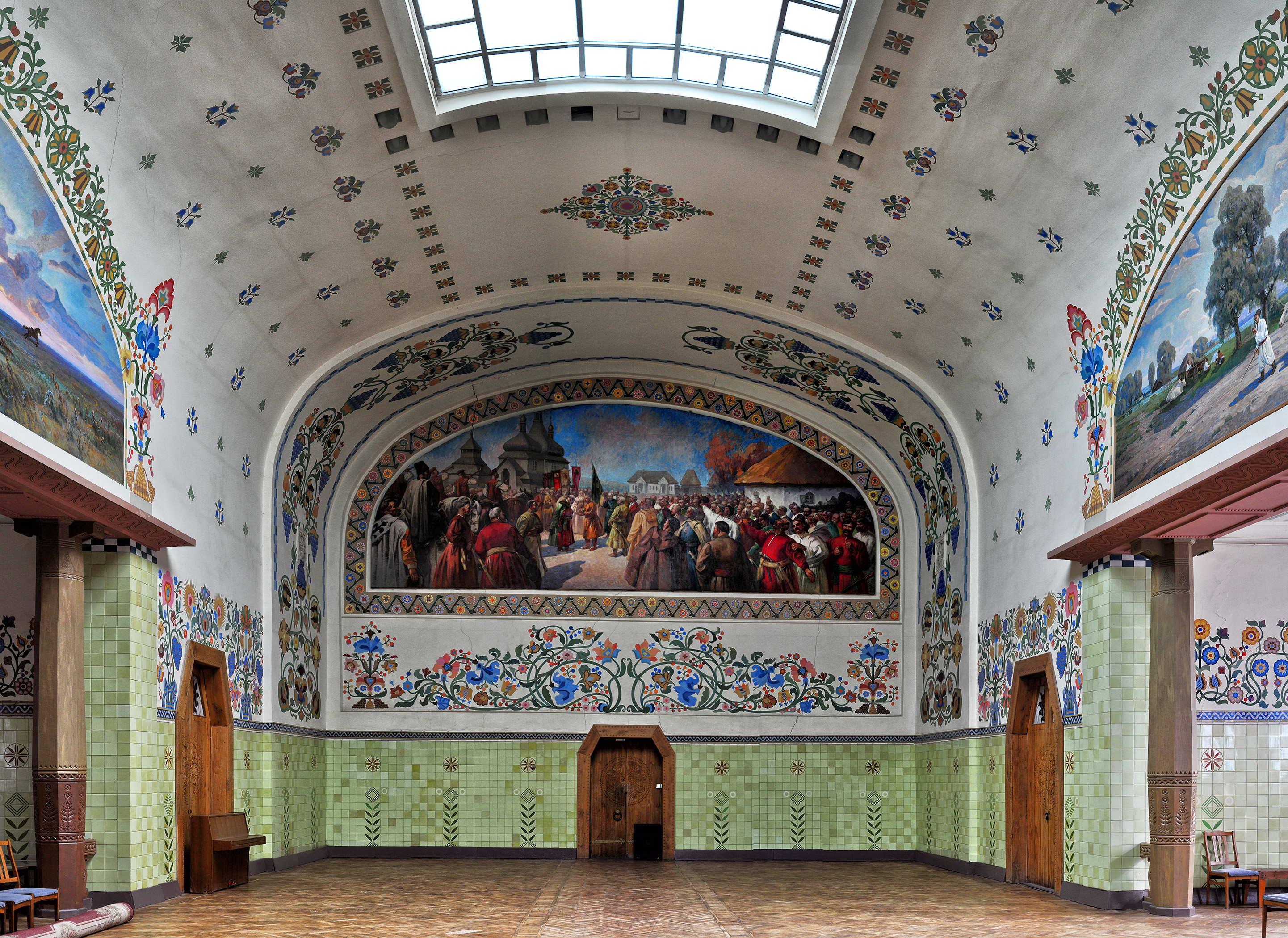
Wnętrze Połtawskiego Muzeum Krajoznawczego

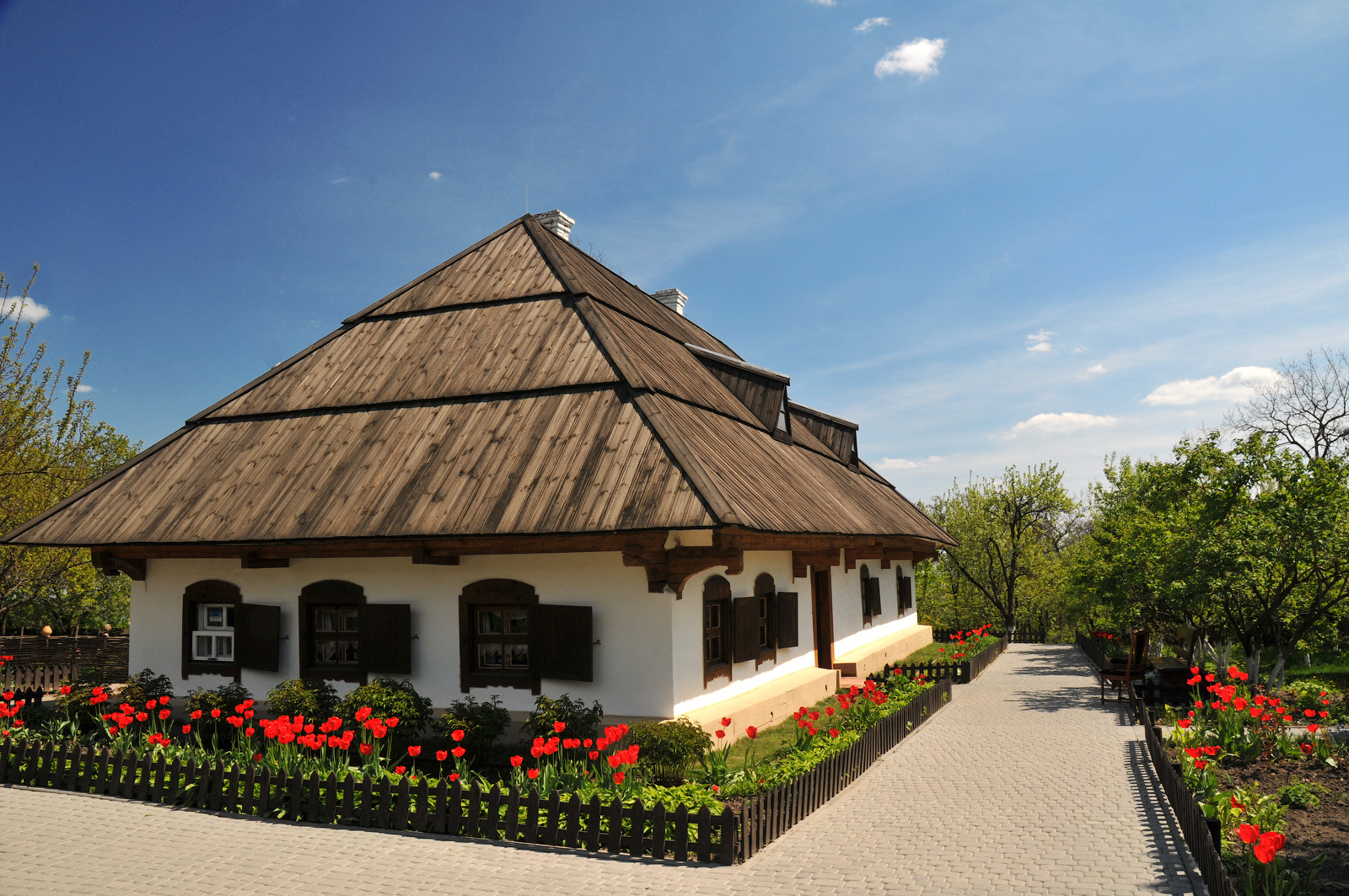
Dom-muzeum Iwana Kotlarewskiego

- Muzeum Okręgowe (Muzeum Krajoznawcze) w Połtawie;
- Muzeum Lotnictwa Odległego i Strategicznego w Połtawie;
- Muzeum Lotnictwa i Astronautyki w Połtawie;
- Muzeum Dziejów Bitwy pod Połtawą;
- Obejście Muzealne Iwana P. Kotlarewskiego;
- Obejście Muzealne Władimira Korolenki;
- Obejście Muzealne Panasa Myrnego;
- Muzeum Dziejów Spraw Wewnętrznych Obwodu Połtawskiego;
- Muzeum Artystyczne w Połtawie;
- Muzeum Konfliktów Wojennych Dwudziestego Wieku;
- Muzeum Ludowe Połtawskich Zakładów Naprawczych Spalinowozów;
- Muzeum Geologiczne itp.

### Muzyka i teatry

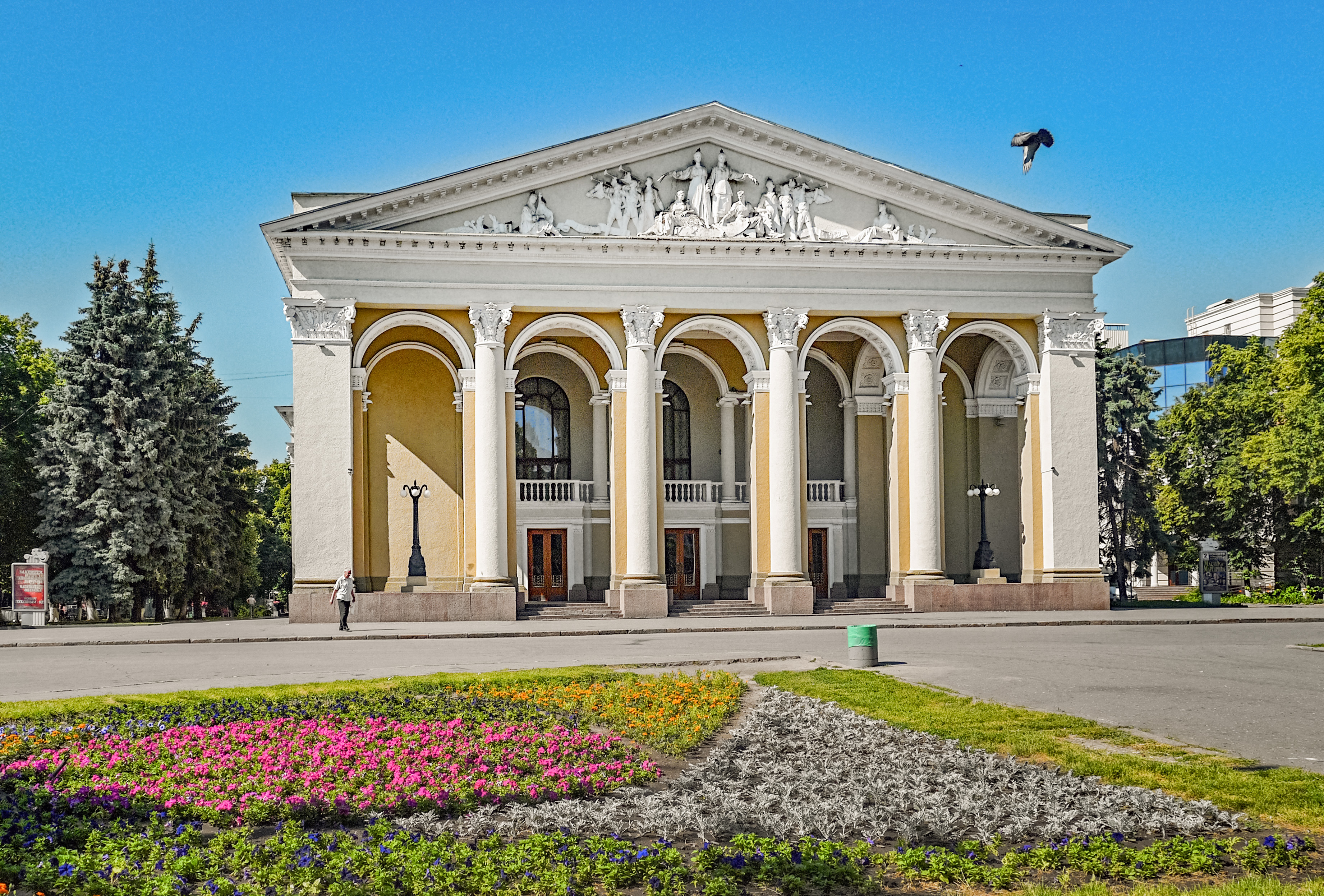
Teatr im. N. Gogola

- Połtawski Obwodowy Akademicki Ukraiński Teatr Muzyczno-Dramatyczny imienia Nikołaja W. Gogola
- Połtawska Filharmonia Obwodowa
- Połtawski Obwodowy Akademicki Teatr Lalek (jeden z największych w byłym Związku Radzieckim pod względem ilości miejsc)

### Biblioteki
Połtawska Obwodowa Uniwersalna Biblioteka Naukowa imienia Iwana P. Kotlarewskiego, Biblioteka Obwodowa dla Dzieci imienia Panasa Myrnego, Biblioteka Obwodowa dla Młodocianych imienia Ołesia Honczara, biblioteki w rejonach miasta.

### Parki
Miasto ma wiele parków i terenów zielonych: Centralny park miasta (Ogród Korpusny) oraz Park Słoneczny, Park Petrowski, skwer wokół pomnika Kotlarewskiego, skwer im. Gogola, skwer Lali Ubyjwowk, skwer przy pomniku Matek Żołnierzy, Park Chwały, park kulturalno-rekreacyjny „Zwycięstwo”, skwer Puszkina (Brzozowy), Arboretum, Park Studencki („Gaj”) i inne.

## Atrakcje turystyczne

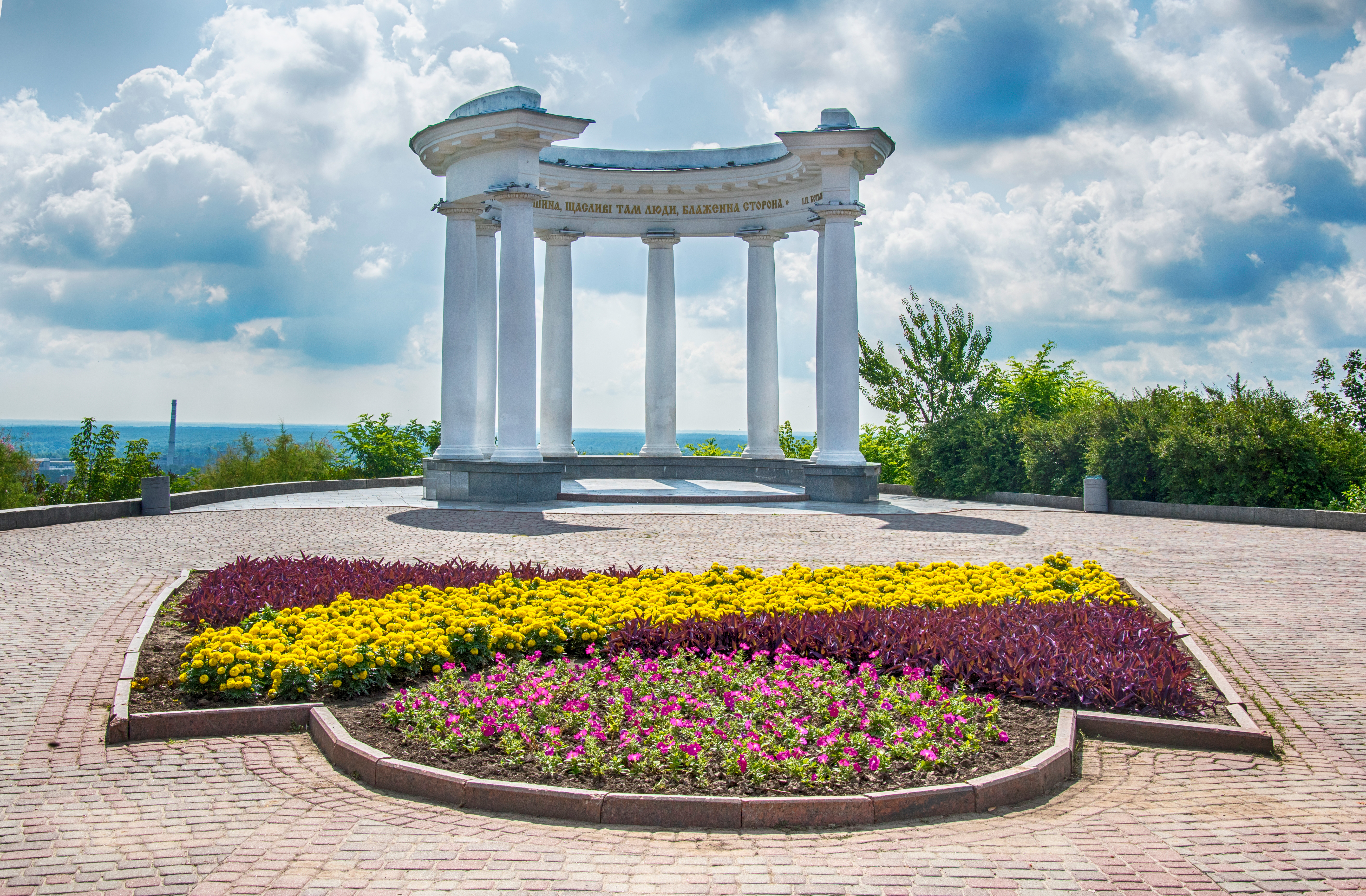
Rotunda Przyjaźni Ludów, tzw. Biała Altana

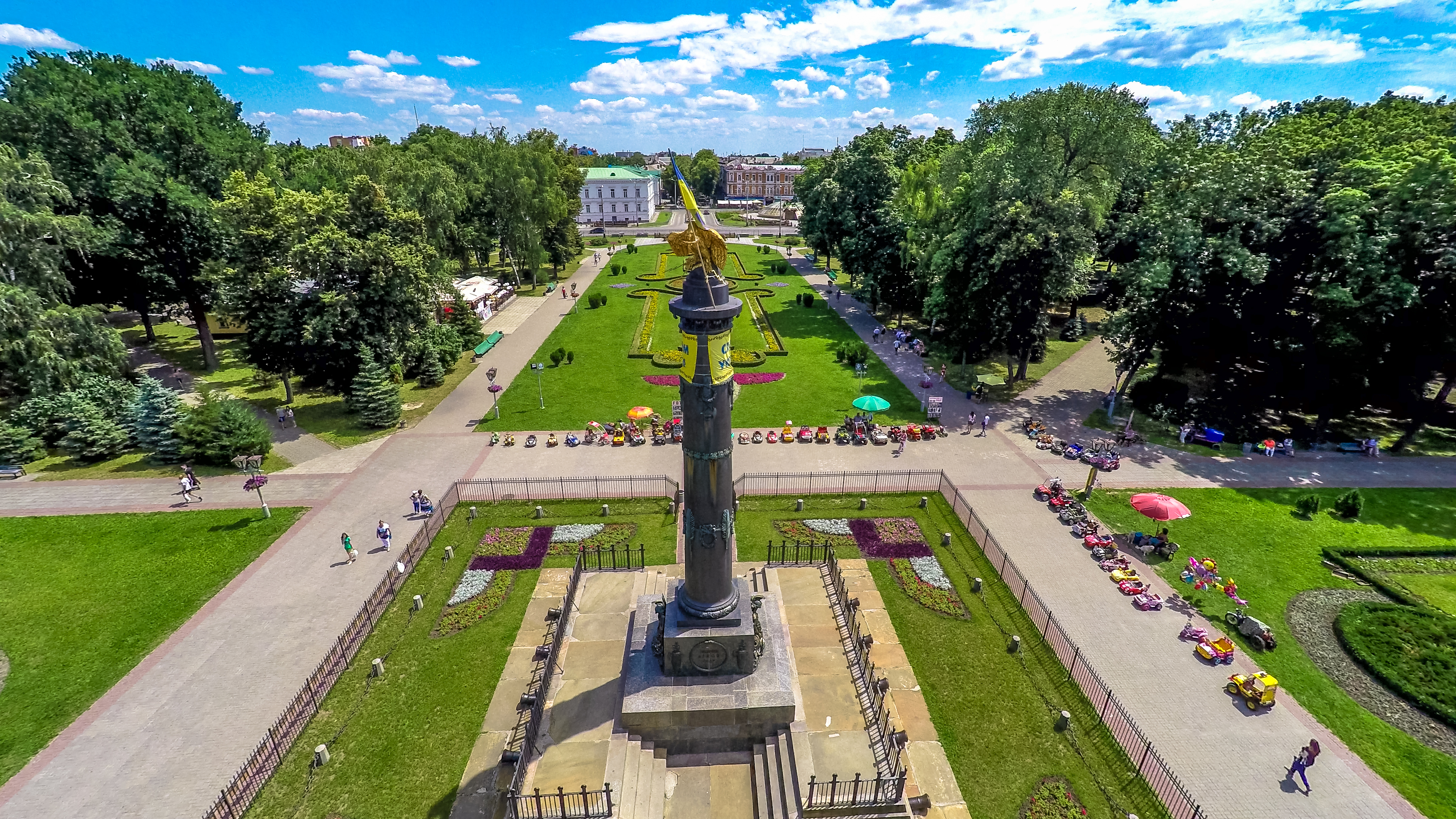
Ogród Korpusny w śródmieściu Połtawy

- Zespół architektoniczny Placu Okrągłego to zabytek klasycyzmu z XIX wieku. Powstał według prawidłowego planu budowy Połtawy 1804–1805 jako centrum administracyjne nowo utworzonej gubernii o tej samej nazwie w pierwszej tercji XIX stulecia. Według opowieści, zespół zaistniał na historycznym miejscu spotkania Połtawców z Piotrem I i jego armią po bitwie pod Połtawą w 1709 roku. W planie jest to koło o średnicy 375 metrów (powierzchnia 10 ha) z ośmiu promieniście rozchodzącymi się ulicami.
- Pomnik Chwały to pomnik ku czci zwycięstwa Rosji w bitwie pod Połtawą. Odsłonięty w 1811 roku. Położony w samym sercu Placu Okrągłego.
- Rotunda Przyjaźni Ludów, czyli Biała Altana to kolumnada, jeden z symboli miasta.
- Świątynie i cerkwie. Cerkiew pw. Przemienienia Pańskiego, sobór Zaśnięcia Matki Bożej, sobór Świętego Makarego, monaster pw. Podwyższenia Krzyża Świętego, cerkiew pw. Świętego Mikołaja, świątynia pw. wielkich męczennic Wiary, Nadziei i Miłości oraz ich matki Zofii, cerkiew Opieki Matki Bożej.
- Muzeum Okręgowe w Połtawie to jeden z największych regionalnych muzeów na Ukrainie.
- Katakumby połtawskie to sieć podziemna, łącząca różne części starego miasta.
- Iwanowa Góra jest niemal świętym miejscem dla mieszkańców Połtawy.

## Urodzeni w Połtawie
- Jicchak Ben Cewi – drugi prezydent państwa Izrael
- Denis Kaliberda – reprezentant Niemiec w siatkówce
- Iwan Kotlarewski – ukraiński poeta i dramaturg[11]
- Dmytro Iwanenko – fizyk-teoretyk
- Iwan Paskiewicz – namiestnik Królestwa Polskiego
- Nikołaj Jaroszenko – malarz
- Michaił Ostrogradski – matematyk ukraiński
- Symon Petlura – prezydent Ukraińskiej Republiki Ludowej w latach 1919–1926
- Wołodymyr Iwaszko – sekretarz generalny Komunistycznej Partii Związku Radzieckiego
- Mścisław – polityk, hierarcha UACP

## Miasta partnerskie
- Baranowicze
- Filderstadt[12]
- Wielkie Tyrnowo